# 临漳县
临漳县，古称邺城、邺，是河北省邯郸市下辖的一个县，因境内有漳河，故名。古属邺地。县人民政府駐臨漳鎮建安路。
臨漳古時稱鄴，是建安文學發祥地，佛教文化繁榮地，都城建設肇始地，西門豹投巫治水發生地，銅雀台所在地，享有“三國故地、六朝古都”之美譽。破釜沉舟、曹衝稱象、七步成詩、文姬歸漢等成語典故均出自臨漳。

## 历史沿革
战国时即有邺县，筑有邺城。东汉末年，曹操击败袁绍后以邺县为实际统治中心，并为魏国都，曹丕代汉后因“王业之本基”，邺城为曹魏五都之一；西晋314年因避晋愍帝讳，改为临漳县，335年后赵石虎迁都于此，复名邺县，冉魏因之，东魏之前邺县均属魏郡，为郡治；东魏从洛阳迁都至此，改魏郡为魏尹，魏孝静帝天平初分置临漳县，同治邺城；北齐又分置成安县，亦治邺城，并改魏尹为清都尹；北周灭齐，将临漳、成安二县从邺城迁出。
隋朝临漳、邺二县均属魏郡；唐朝二县均属相州；宋熙宁五年省邺县入临漳，仍属相州；金升相州为彰德府，临漳属之；元属中书省彰德路；明朝属河南彰德府；清因之；现属河北省邯郸市。

## 行政区划
临漳县下辖7个镇、7个乡：
临漳镇、南东坊镇、孙陶集镇、柳园镇、称勾集镇、邺城镇、章里集镇、张村集镇、砖寨营镇、习文镇、狄邱乡、西羊羔乡、杜村集乡和柏鹤集乡。

## 人口
根據第七次人口普查數據，截至2020年11月1日零時，臨漳縣常住人口為589003人。

## 气候
属暖温带大陆性季风气候，年降水量550毫米，年均温13.2℃。

## 风景名胜
- “ 天下第一古汉柏 ”，铜雀台，邺城遗址，博物馆，鬼谷子祠